# Wolfburn
Wolfburn ist eine Whiskybrennerei bei Thurso, Schottland.

## Geschichte
Die alte Brennerei wurde 1821 von William Smith & Co gegründet, seit 1823 gab es eine Brennlizenz. Der Gründer William Smith stirbt 1845, die Brennerei verbleibt aber im Familienbesitz, bis sie 1858 geschlossen wird und ihre Brennblasen versteigert werden. 1872 waren nur noch Ruinen von der Anlage übrig.
2011 entstanden die Pläne für eine neue Brennerei unweit des Geländes der alten Anlage. Am 25. Januar 2013 (Burns Night) begann man mit der Destillation. 2016 wurde der erste Whisky „Northland“ auf den Markt gebracht.

## Produktion

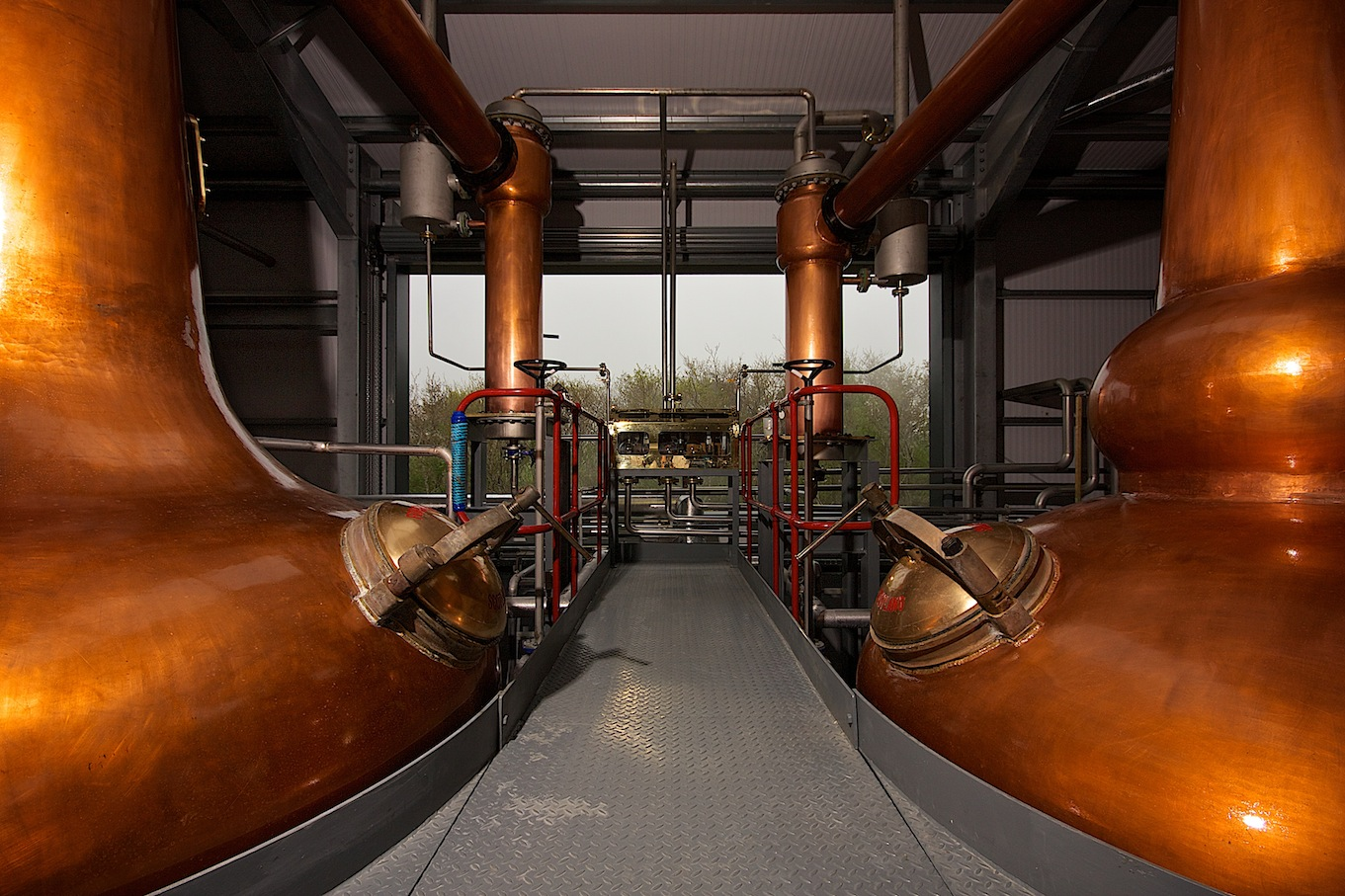
Grobbrandblase (wash still) (links) und Feinbrandblase (spirit still) (rechts)

Das Wasser der zur Region Highlands/Northern Highlands gehörenden Brennerei stammt aus dem Wolf Burn. Bis 2014 wurde nur ungetorftes Malz verwendet. Die Brennerei verfügt über drei Gärbottiche (wash backs) (je 9.000 l) aus Edelstahl. Zwei Washbacks, die ursprünglich bei Caperdonich in Betrieb waren, wurden zu einem 57.000 Liter Kühlwassertank umfunktioniert und in den Produktionsablauf integriert. Destilliert wird in einer Grobbrandblase (wash still) (5.500 l) und einer Feinbrandblase (spirit still) (3.600 l), die von Forsyths hergestellt wurden.